# Alumel
Alumel ist eine magnetische Nickelbasislegierung bestehend aus 90,7 % Nickel, 3,1 % Mangan, 4,2 % Aluminium und 2,0 % Silizium (jeweils Atomprozente).
Alumel wird oft in einer Alumel-Chromel-Verbindung als Thermoelementpaar vom Typ K zur Temperaturmessung von 1000 °C (kurzfristig auch 1300 °C) mit 41 µV/K verwendet.
Zur Temperaturmessung wird an den freien Enden der beiden miteinander verbundenen Leiter bei einer Temperaturdifferenz entlang der Leiter aufgrund des Seebeck-Effekts eine elektrische Spannung erzeugt. Aus dieser lässt sich aufgrund der physikalischen Eigenschaften die Temperatur ermitteln.
Alumel und Chromel sind registrierte Marken der Concept Alloys Inc. (ehemals Hoskins Manufacturing Company).